# Samuel George Morton
Samuel George Morton (26 de enero de 1799-15 de mayo de 1851) fue un médico estadounidense versado en ciencias naturales, muy reconocido como racista científico y difusor de la teoría del poligenismo.

## Biografía
Morton nació en Filadelfia (Pensilvania) y obtuvo su diploma de médico en la Universidad de Pensilvania en 1820. Continuó estudios superiores en la Universidad de Edimburgo (Escocia, Reino Unido) y empezó a ejercer en Filadelfia en 1824. Entre 1839 y 1843 fue profesor de anatomía en la Universidad de Pensilvania.
Durante el periodo entre 1823 y 1851, Morton escribió sobre temas variados. En 1828 escribió Geological Observations y en 1834 Synopsis of the Organic Remains of the Cretaceous Group of the United States e Illustrations of Pulmonary Consumption. Su primer ensayo médico, sobre el uso de la cornina para tratar la fiebre intermitente, fue publicado en la revista científica Philadelphia Journal of the Medical and Physical Sciences en 1825. Su bibliografía también incluye Hybridity in Animales and Plants de 1847, Additional Observation on Hybridity de 1851 y An Illustrated System of Human Anatomy de 1849.
Samuel George Morton es considerado a menudo el fundador de la «escuela estadounidense» de etnografía, una escuela de pensamiento científico de antes de la Guerra de Secesión que dividía el género humano en diversas especies en lugar de razas y que es considerado generalmente como el origen del racismo científico. Los adeptos de Morton, en particular Josiah C. Nott y George Gliddon en su monumental homenaje al trabajo de Morton,Types of Mankind (1854), impulsaron las ideas de Morton y sostuvieron que sus conclusiones llegaban a la noción de poligenismo humano. Morton mismo fue reticente a la hora de dar explícitamente apoyo a esta noción, ya que contradecía el mito bíblico de la creación. Morton declaró que podía determinar la capacidad intelectual de una raza según el tamaño del cráneo. Un cráneo grande implicaba un cerebro grande y destacadas capacidades intelectuales, mientras que un cráneo pequeño indicaba un cerebro pequeño y pocas capacidades intelectuales. Morton recogió centenares de cráneos humanos de todo el mundo. Estudiándolos, distinguió en qué punto un individuo dejaba de ser de raza blanca y en qué punto empezaba la raza negra. Morton, que tenía muchos cráneos del antiguo Egipto, llegó a la conclusión que los antiguos egipcios no eran africanos sino de raza blanca. Sus grandes monográficos sobre el tema serían Crania Americana (1839),An Inquiry into the Distinctive Characteristics of the Aboriginal Race of America y Craneana Aegyptiaca (1844).
Expresó de los pueblos originarios americanos 

"The American Race is marked by a brown complexion; long, black, lank hair; and deficient beard. The eyes are black and deep set, the brow low, the cheekbones high, the nose large and aquiline, the mouth large, and the lips tumid [swollen] and compressed.  In their mental character the Americans are averse to cultivation, and slow in acquiring knowledge; restless, revengeful, and fond of war, and wholly destitute of maritime adventure. They are crafty, sensual, ungrateful, obstinate and unfeeling, and much of their affection for their children may be traced to purely selfish motives. They devour the most disgusting [foods] uncooked and uncleaned, and seem to have no idea beyond providing for the present moment. ... Their mental faculties, from infancy to old age, present a continued childhood. ... [Indians] are not only averse to the restraints of education, but for the most part are incapable of a continued process of reasoning on abstract subjects."
 

"La raza americana se caracteriza por una tez morena, pelo largo, negro, lacio, y barba deficiente. Ojos negros y profundos, frente baja, pómulos altos, nariz grande y aguileña, boca grande, labios hinchadas y comprimido. En su carácter mental los estadounidenses se oponen al cultivo, y son lentos en la adquisición de conocimientos; vengativos, inquietos y amantes de la guerra, y totalmente desprovistos de realizar aventuras marítimas. Son astutos, sensuales, ingratos, obstinados e insensibles, y gran parte de su afecto por sus hijos puede deberse a motivos puramente egoístas. Devoran los más repugnantes [alimentos] sin cocinar y limpiar, y parece que no tienen ni idea más allá de proporcionar por el momento presente .... sus facultades mentales , desde la infancia hasta la vejez, presentan una infancia continua .... [indios] no sólo son contrarios a las restricciones de la educación, pero en su mayor parte son incapaces de un continuo proceso de razonamiento sobre temas abstractos. "

Sobre los africanos 

"Characterized by a black complexion, and black, woolly hair; the eyes are large and prominent, the nose broad and flat, the lips thick, and the mouth wide; the head is long and narrow, the forehead low, the cheekbones prominent, the jaws protruding, and the chin small. In disposition the Negro is joyous, flexible, and indolent; while the many nations which compose this race present a singular diversity of intellectual character, of which the far extreme is the lowest grade of humanity. ... The moral and intellectual character of the Africans is widely different in different nations.  The Negroes are proverbially fond of their amusements, in which they engage with great exuberance of spirit; and a day of toil is with them no bar to a night of revelry. Like most other barbarous nations their institutions are not infrequently characterized by superstition and cruelty. They appear to be fond of warlike enterprises, and are not deficient in personal courage; but, once overcome, they yield to their destiny, and accommodate themselves with amazing facility to every change of circumstance. The Negroes have little invention, but strong powers of imitation, so that they readily acquire mechanic arts. They have a great talent for music, and all their external senses are remarkably acute." 
 
"Se caracterizan por piel negra, pelo negro lanoso, ojos grandes y prominentes, nariz ancha y plana, anchos de espesor los labios y la boca ancha, cabeza larga y estrecha, frente baja, pómulos prominentes, mandíbulas salientes. La disposición es que el negro es alegre, flexible, e indolente; mientras que los de muchas naciones que componen esta raza presentan una diversidad singular de carácter intelectual, de los cuales la extrema medida es el grado más bajo de la humanidad .. .. el carácter moral e intelectual de los africanos es muy diferente en las distintas naciones los negros son proverbialmente cariñosos en sus diversiones, en las que participan con gran exuberancia del espíritu; un día de trabajo de ellos no es impedimento para una noche de diversión. Al igual que las naciones bárbaras, son con frecuencia caracterizados por la superstición y crueldad, y parecen ser aficionados a las empresas bélicas, y no son deficientes en valor personal,.. pero, una vez superado, se dejan llevar por su destino, y se acomodan con asombrosa facilidad a cualquier cambio de las circunstancias. Los negros tienen poca habilidad para inventar, pero gran capacidad de imitación, de modo que adquieren fácilmente artes mecánicas. Tienen un gran talento para la música, y todos sus sentidos externos son muy agudos ".

Y sobre los blancos caucásicos 

"The Caucasian Race is characterized by a naturally fair skin, susceptible of every tint; hair fine, long and curling, and of various colors. The skull is large and oval, and its anterior portion full and elevated. The face is small in proportion to the head, of an oval form, with well-proportioned features. ... This race is distinguished for the facility with which it attains the highest intellectual endowments. ... The spontaneous fertility of [the Caucasus] has rendered it the hive of many nations, which extending their migrations in every direction, have peopled the finest portions of the earth, and given birth to its fairest inhabitants." 
 
"La raza caucásica se caracteriza por una piel naturalmente hermosa, susceptible de todos los matices. Cabello fino, largo y rizado, y de varios colores. Cráneo grande y ovalada, y su porción anterior completa y elevada. Cara pequeña en proporción a la cabeza, de forma oval, con características bien proporcionadas .... Esta raza se distingue por la facilidad con la que alcanza las más altas dotes intelectuales .... la fertilidad espontánea del caucásico ha hecho multiplicar a muchas naciones, y la ampliación de sus migraciones en todas las direcciones, han poblado las mejores partes de la tierra, y dio a luz a sus más bellos habitantes. "